# FC Lootus Kohtla-Järve
Der FC Lootus Kohtla-Järve war ein estnischer Fußballverein aus Kohtla-Järve und spielt in der zweithöchsten Spielklasse Estlands, der Esiliiga. Die Klubfarben sind blau-gelb-schwarz.

## Allgemeines
Der Verein wurde erst sehr spät 1998 gegründet. Nach dem Einstieg in die zweithöchste Spielklasse Estlands schaffte der Verein 2000 den Aufstieg in die höchste Spielklasse. Nach zwei Jahren in der ersten Liga stieg man 2002 ab. Der Wiederaufstieg gelang gleich im nächsten Jahr. Im Aufstiegsjahr stieg man wieder ab und hatte ein rekordverdächtiges Torverhältnis von -106 Toren. 2004 wurde der Verein in FC Lootus Alataguse Kohtla-Järve umbenannt. 2005 kamen finanzielle Schwierigkeiten, weswegen der Verein nur in der dritten Liga antreten durfte. Nach den erneuten Aufstieg 2006 musste man 2007 durch einen weiteren Abstieg wieder in der dritten Liga spielen. 2012 fusionierte der Verein mit Kohtla-Järve JK Alko zu dem neuen Verein Kohtla-Järve JK Järve.

## Spieler
- Irfan Ametov (2003–2004, 2009, 2010), aktuell tätig bei JK Trans Narva.